# Norweger (Schuhmodell)

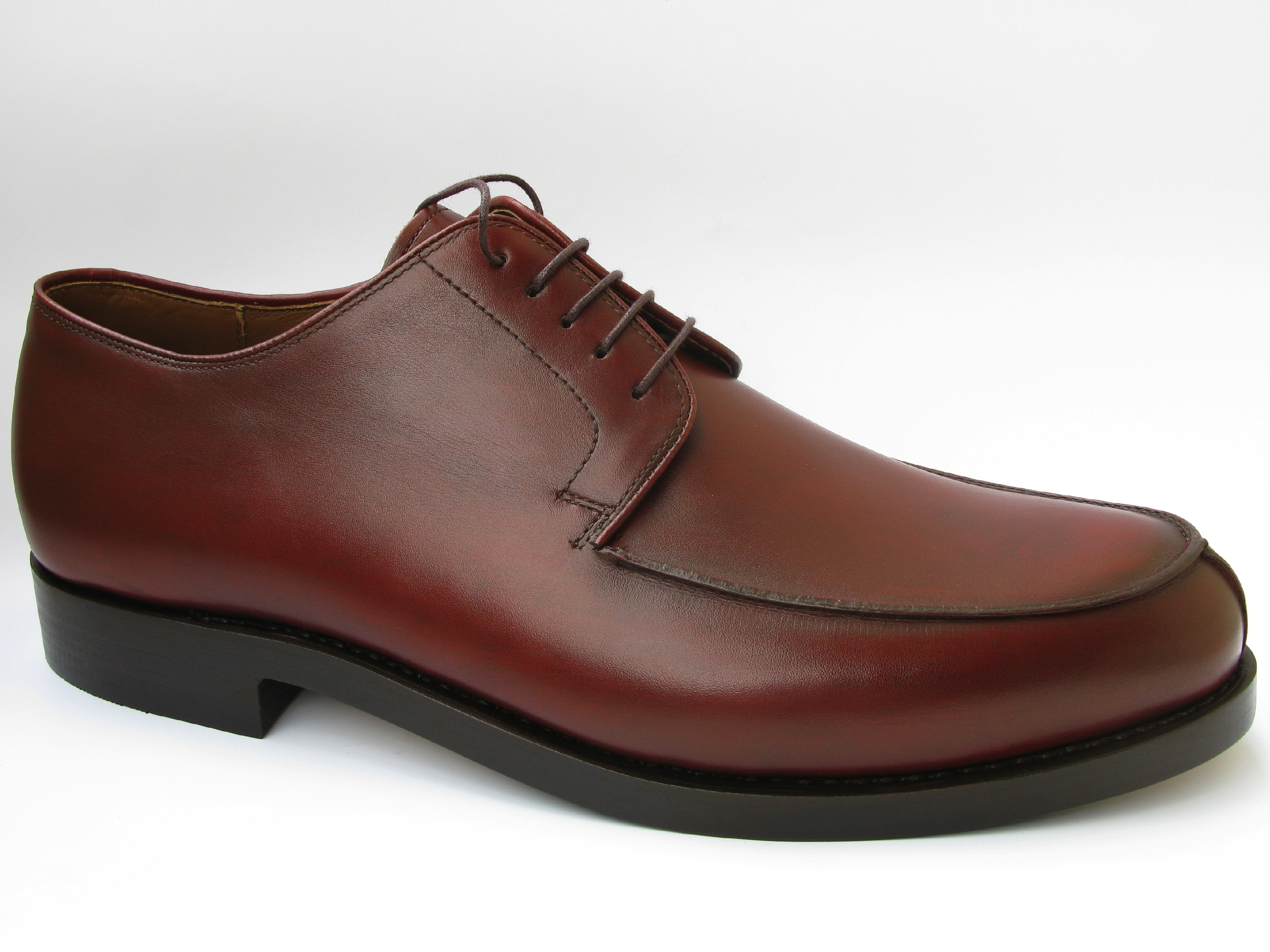
Rot-brauner Norweger mit Ledersohle

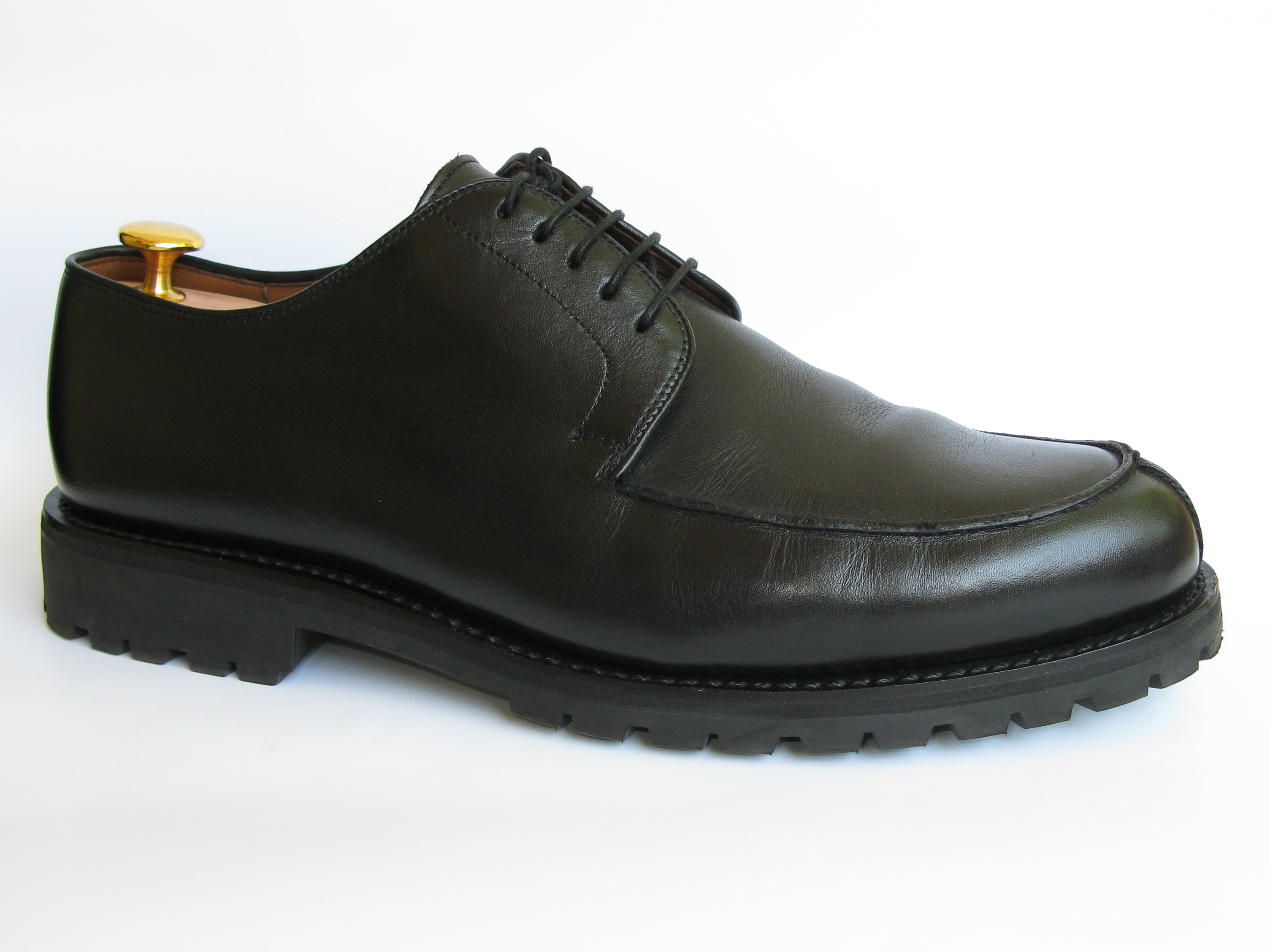
Schwarzer Norweger mit Gummiprofilsohle

Das Schuhmodell mit der Bezeichnung Norweger ist ein Herrenhalbschuh im Blücherschnitt mit einem Blatteinsatz auf dem Fußrücken und einer senkrechten Naht an der Schuhspitze.

## Historisches
Das Norweger-Schuhmodell ist von den Arbeitsschuhen der norwegischen Fischer entlehnt. Die ursprüngliche Konstruktionsweise des Schuhs mit unsichtbaren bestochenen Nähten stammt von den Eskimos und die original zwiegenähte Konstruktionsweise des Schuhs wird in der englischen Sprache auch norwegian welt genannt.

## Varianten
Beim Norweger sind drei Modellvarianten bekannt:
- Die rustikale Variante mit nach außen gebogenen, dadurch auffälligen und wulstigen Schaftteilkanten
- Die französische Variante mit einer weit auf den Zehenrücken hinaufreichenden vertikalen Naht an der Schuhspitze (und dadurch bedingt mit einem kleineren Vorderblatteinsatzteil oberhalb des Fußrückens), sowie dezent gehaltenen Nähten und nach innen umgebuggten Schaftteilkanten.
- Die ursprüngliche Variante mit unsichtbar bestochenen Nähten (hohe Wasserdichtigkeit, da von außen weder Nahtfaden noch Nahtlöcher sichtbar sind) und in zwiegenähter Machart (wasserdichtere Verbindung von Schuhschaft und -boden)

## Sonstiges
Norweger in der französischen Art werden auch zu eleganter Kleidung (Anzüge, Kombinationen) getragen. In der rustikalen und in der ursprünglichen Variante werden sie mit Freizeitkleidung kombiniert. Die hochwertigen Norweger-Schuhe werden entweder in rahmengenähter oder in zwiegenähter Machart angeboten; die etwas derber anmutenden Modelle oft mit einem scotchgraingeprägten Oberleder und mit Krepp- oder Profilgummisohle.
Obwohl der Norweger eigentlich ein Grundmodell der klassischen Herrenschuhe ist, wird er gelegentlich auch für Damen angeboten.